# Syntactus varius
Syntactus varius là một loài tò vò trong họ Ichneumonidae.